# Artem Kravets
Artem Anatolijovytsj Kravets (Oekraïens: Артем Анатолійович Кравець) (Dniprodzerzjynsk, 3 juni 1989) is een Oekraïens voetballer die doorgaans als aanvaller speelt. Hij verruilde Dynamo Kiev in januari 2018 voor Kayserispor. Kravets debuteerde in 2011 in het Oekraïens voetbalelftal.

## Clubcarrière
Kravets is afkomstig uit de jeugdacademie van Dynamo Kiev. Tijdens het seizoen 2006/07 debuteerde hij in het eerste elftal. Het seizoen erop maakte hij drie competitiedoelpunten in elf wedstrijden. In juli 2011 werd de aanvaller voor enkele maanden uitgeleend aan competitiegenoot Arsenal Kiev. In 2009 en 2015 werd Kravets landskampioen met Dynamo Kiev; in 2014 en 2015 won hij de beker met zijn club. In het seizoen 2014/15 maakte Kravets vijftien doelpunten in vierentwintig competitiewedstrijden, zijn meest succesvolle seizoen tot nog toe. Gedurende de tweede helft van het seizoen 2015/16 speelde hij vijftien wedstrijden in de Bundesliga voor VfB Stuttgart. In het seizoen 2016/17 speelde hij op huurbasis voor Granada CF. In januari 2018 vervolgde Kravets zijn loopbaan in Turkije bij Kayserispor.

## Interlandcarrière
Op 8 februari 2011 debuteerde Kravets voor Oekraïne in een vriendschappelijke interland tegen Roemenië als invaller voor Oleksandr Aliejev. Op 9 juni 2015 maakte hij zijn eerste interlanddoelpunt in de oefeninterland tegen Georgië. Op 19 mei 2016 werd Kravets opgenomen in de Oekraïense selectie voor het Europees kampioenschap voetbal 2016 in Frankrijk.
| 1 | 9 juni 2015      | Georgië – Oekraïne     | 0 – 1 | 1 – 2 | Oefeninterland  |
| 2 | 14 juni 2015     | Oekraïne – Luxemburg   | 1 – 0 | 3 – 0 | EK-kwalificatie |
| 3 | 5 september 2015 | Oekraïne – Wit-Rusland | 1 – 0 | 3 – 1 | EK-kwalificatie |
| 4 | 9 oktober 2015   | Macedonië – Oekraïne   | 0 – 2 | 0 – 2 | EK-kwalificatie |